# Laguna de Balos
La Laguna de Balos, situada en la isla de Creta, Grecia, es una de las playas más emblemáticas del Mediterráneo. Conocida por sus aguas cristalinas y su entorno natural impresionante, Balos es un destino popular tanto para turistas como para locales.

## Geografía y Acceso
La Laguna de Balos se encuentra en el noroeste de Creta, en la región de Chania. Es accesible mediante coche o barco desde el puerto de Kissamos. La ruta en coche implica un trayecto por una carretera de tierra seguido de una caminata hasta la playa. Alternativamente, los visitantes pueden optar por un paseo en barco desde Kissamos, que ofrece una vista panorámica de la costa.

## Características Naturales
Balos es famosa por sus aguas poco profundas y cálidas, lo que la convierte en un lugar ideal para familias con niños. La combinación de arenas blancas y rosadas y las aguas turquesas crean un paisaje de ensueño. La laguna está rodeada por un parque natural que ofrece una flora y fauna diversa, enriqueciendo la experiencia del visitante.

## Historia y Cultura
La región de Balos ha sido históricamente significativa, con evidencias de asentamientos antiguos en sus proximidades. Además, la laguna y sus alrededores han sido protegidos como parte de iniciativas de conservación para preservar su belleza natural y biodiversidad.

## Actividades Turísticas
Balos es un destino popular para excursiones de un día. Además de nadar y tomar el sol, los visitantes pueden explorar el parque natural, practicar snorkel y disfrutar de la tranquilidad del entorno. Se recomienda llegar temprano para evitar las multitudes y disfrutar plenamente del paisaje.

## Clima y Mejor Época para Visitar
El clima en la Laguna de Balos es típicamente mediterráneo, con veranos calurosos e inviernos suaves. Los mejores meses para visitar son mayo, junio, septiembre y octubre, cuando las temperaturas son moderadas y hay menos turistas.

## Cómo Llegar
La laguna se puede alcanzar en coche, aunque el camino puede ser accidentado, o a través de un ferry desde Kissamos. Los servicios de ferry son regulares durante la temporada alta de turismo y ofrecen una manera conveniente de llegar a Balos.